# Kasteel Fonteyn

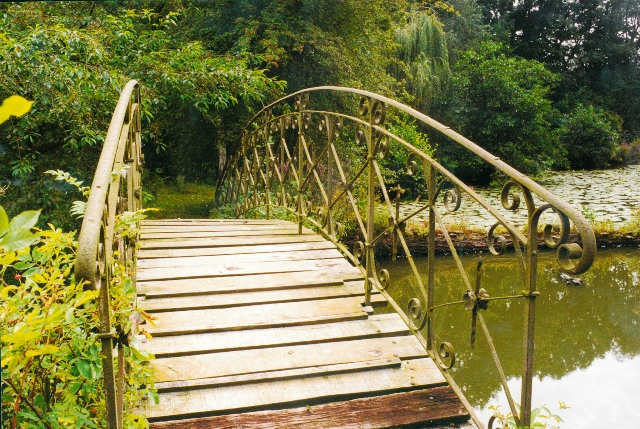
Brugje in het park van kasteel Fonteyn

Het Kasteel Fonteyn is een kasteel nabij de Vlaams-Brabantse plaats Tremelo, gelegen aan de Hilstraat 18-20.
Eind jaren '80 van de 19e eeuw werd hier een villa gebouwd door de rentenier Prosper Fonteyn en deze kreeg de naam Les Brochets (de snoeken). Het huis lag nabij een turfput. Dit gebouw werd in 1914 door de Duitse bezetter in brand gestoken. Na de oorlog werd een nieuw en groter landhuis gebouwd in neotraditionele stijl.
Het huis is omringd door een park met vijvers.